# Рахим, Тахар
Таха́р Рахи́м (фр. Tahar Rahim; род. 4 июля 1981 года, Бельфор, Франция) — французский актёр алжирского происхождения, лауреат премии «Сезар» 2010 года за лучшую мужскую роль в фильме «Пророк».

## Биография
Тахар Рахим родился в Бельфоре (Франция) в семье выходцев из Орана, Алжир. Получив степень бакалавра в лицее Кондорсе в Бельфоре, Рахим поступил сначала на спортивные, а затем на компьютерные курсы.  После двух последующих лет изучения предметов в Страсбурге и Марселе Рахим решил продолжить свое увлечение и начал изучать кинематограф в Университете Поля Валери в Монпелье. Его студенческая жизнь в кино была описана в документальном фильме коллеги Белфортена Сирила Меннегана под названием "Тахар, студент", показанном на французском телеканале France 5 в 2006 году.
Во время учёбы в Университете Поля Валери (Монпелье) Тахар Рахим стал главным героем документального фильма «Тахар, студент», показанного на телеканале France 5.
В 2005 году Тахар переехал в Париж и некоторое время изучал драматическое искусство в Актёрской лаборатории под руководством Элен Зиди-Шерюи. Параллельно он работал на фабрике и подрабатывал в ночном клубе, чтобы свести концы с концами.
В середине 2006 года Тахар Рахим заключил контракт с агентом и вскоре был приглашён в популярный телесериал «Община», сценаристом которого был Абдель Рауф Дафри. В то время Дафри уже написал первый вариант сценария о тюремной жизни, который собирался предложить Жаку Одиару.
Роль неграмотного арабского подростка из неблагополучной семьи, который попадает в тюрьму и учится жить по её законам, досталась Рахиму далеко не сразу. Изнуряющие пробы длились три месяца. Но в конце концов Тахар был признан лучшим. Жак Одиар неоднократно подчёркивал, что искал на роль Малика Эль-Джебены актёра-дебютанта, ещё не известного зрителям.
В 2021 году он был номинирован на Золотой глобус за исполнение роли Мохамеда Ульд Салахи в фильме «Мавританец». Рахим также был членом жюри 74-го Каннского кинофестиваля.
В 2023 году сыграл Пола Барраса в фильме Ридли Скотта «Наполеон» с Хоакином Фениксом в главной роли. Затем сыграл персонажа Иезекииля Симса в фильме  «Мадам Паутина», который стал его первой злодейской ролью. В 2023 году было объявлено, что Рахим сыграет французского певца Шарля Азнавура.
Рахим женат на французской актрисе Лейле Бехти, с которой он познакомился во время съемок фильма «Пророк» в 2007 году. У них четверо детей.

## Фильмография
- 2006 — фр. Tahar l'étudiant — Тахар
- 2007 — Месть нерождённому — полицейский
- 2007 — Община[фр.] — Язид Фикри
- 2009 — Пророк — Малик Эль Джебена
- 2011 — Орёл Девятого легиона — сын вождя
- 2011 — Свободные люди[фр.] — Юнес
- 2011 — Любовь и ссадины[англ.] — Матье
- 2011 — Чёрное золото — принц Ауда
- 2012 — После любви — Мунир
- 2013 — Секреты прошлого — Самир
- 2013 — Гранд Централ. Любовь на атомы — Гари
- 2013 — Осведомитель[фр.]
- 2014 — Шрам — Назарет Манукян
- 2014 — Самба — Вильсон
- 2014 — Мой друг Дед Мороз[фр.] — Санта Клаус
- 2015 — Анархисты — Жан Альбертини
- 2015 — Последние пантеры (мини-сериал) — Халил Рашеди
- 2016 — Дагеротип — Жан
- 2017 — Мария Магдалина — Иуда Искариот
- 2018 — Призрачная башня (сериал) — Али Суфан
- 2019 — Реальная любовь в Нью-Йорке — Марк
- 2021 — Змей — Чарльз Собхрадж
- 2021 — Мавританец — Мохаммед Ульд Слахи
- 2023 — Наполеон — Поль Баррас
- 2023 — Экстраполяции (сериал) — Эзра Хаддад
- 2024 — Мадам Паутина — Иезекиль Симс
- 2024 — Месье Азнавур — Шарль Азнавур